# Granosolarium excavatum
Granosolarium excavatum is een slakkensoort uit de familie van de Architectonicidae. De wetenschappelijke naam van de soort is voor het eerst geldig gepubliceerd in 1993 door Bieler.